# Hipszter

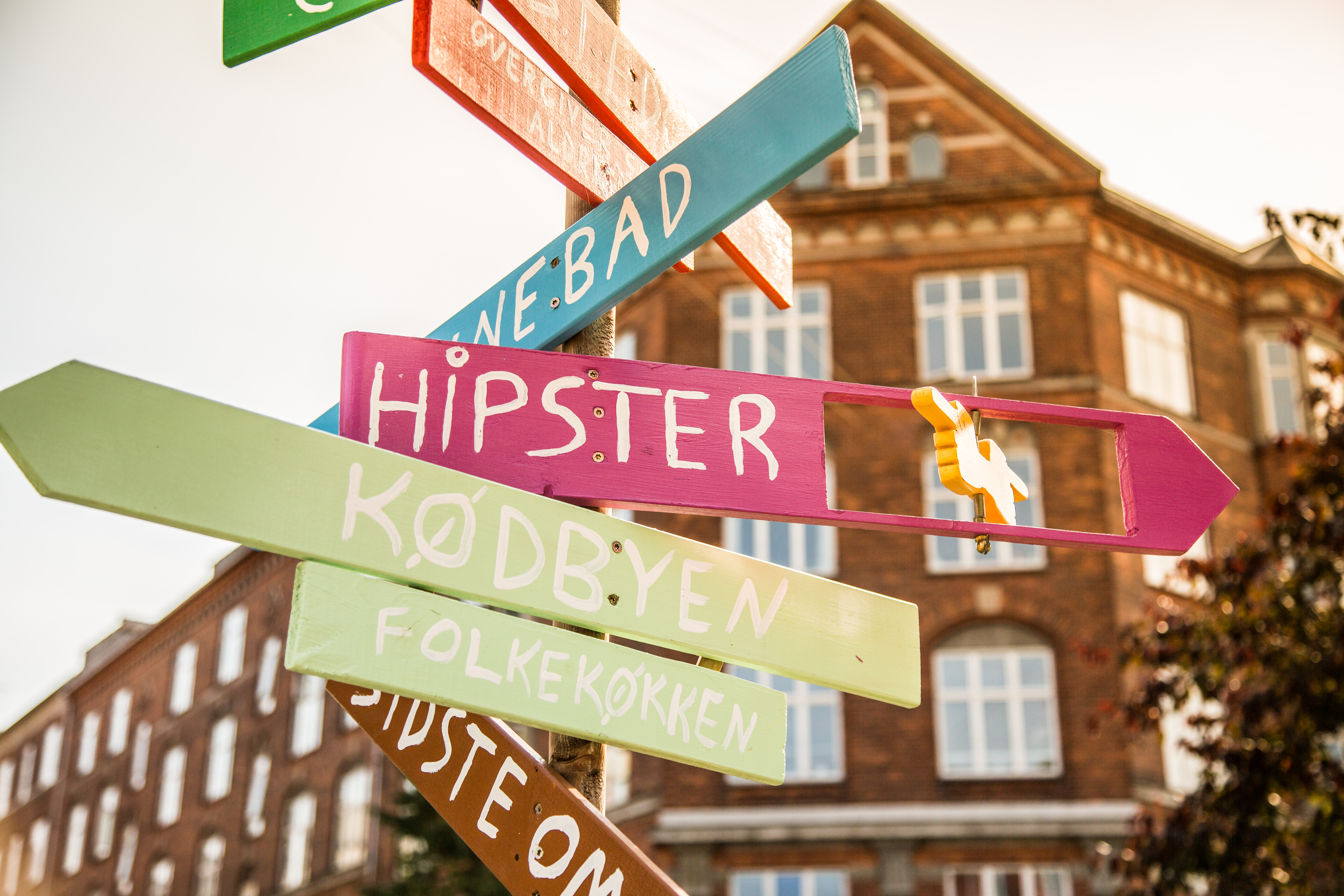

A hipszter egy nemzetközi kifejezés. Azokat a középosztálybeli, urbánus fiatalokat jelöli, akik egységes szubkultúrát alkotnak összetett ízlésvilágukkal, különc viselkedésükkel, a mainstreamtől távol álló divatjukkal. Használják rájuk még az alternatív kifejezést is, mivel zenei téren is inkább az alternatív, indie vonalat követik.
Bakos Ferenc: Idegen szavak és kifejezések szótára szerint a hipszter: amerikai jampec.

## A kifejezés eredete
Az 1940-es évek Amerikájában született meg ez a kifejezés, ahol is a jazz klubokban olyan fiatal, fehér, jómódú férfiak gyűltek össze, akik rajongtak a feketék zenéjéért és ezért még életstílusukban is őket akarták követni, csak hogy hasonlítsanak hozzájuk. Bár a fogalom pontos eredete vita tárgyát képezi, egyesek szerint a hop szóból ered, ami az ópium szleng elnevezése, mások szerint a Nyugat-Afrikában honos hipi szóból, ami annyit tesz, mint felnyitni valakinek a szemét. Ennek a vonalnak volt folytatása az 50-es évek Beat-generációja, amelynek kultikus regénye Jack Kerouac Úton című könyve. Később, az 1990-es években újra divatba jött a fogalom, egyes indie/alternatív zenéket hallgató fiatalok csoportjaira használták az elnevezést. Reneszánszát azonban a 2000-es években kezdte el újra élni, amikorra már egy külön iparág épült ezekre a fiatalokra, legyen szó ruházatról, kulturálódásról, amely igyekszik kiszolgálni sajátos igényeiket. Egyesek szerint a hipszterség mára leszállóágon van, kezd kimenni a divatból.

## A hipszterek jellemzői
A mai hipszterek elsősorban az Y-generáció tagjai közül kerülnek ki. Olyan fiatalok, akik tájékozottak ebben az infokommunikációs világban, jól értik és használják az egyes nyelvi rétegeket, és mindenről igyekeznek határozott véleményt formálni. Tájékozottságuk kiterjed nemcsak a zenére, de az irodalomra, film- vagy képzőművészetre is, csakúgy mint a számítástechnikára vagy politikára. A hipszter sokat utazik, jellemzője, hogy járt már az európai nagyvárosokban és élénk nemzetközi kapcsolati hálót épített ki. Jól beszél angolul, napi szinten használja és fejleszti. Megjelenése változatos, ruhatára kellékét alkotja a 80-as években hordott vintage farmer vagy kabát, csakúgy, mint nagymama pulóvere. De visel mai márkás cuccokat is, a lényeg az egyedi megjelenés, sajátos kombináció. Ha férfi, gyakran visel szakállt és/vagy tetoválást, régies keretű túlméretes szemüveget, akár dioptria nélkül is. Tudatos vásárló, nem vesz meg akármit. Imádja a kézműves, minőségi termékeket és nem sajnálja rájuk a pénzt.

## Hipszterek Magyarországon
A kifejezés inkább a 2010-es évektől terjedt el itthon, és nagy lökést adott ennek az Eurovíziós Dalfesztiválra kijutott ByeAlex, akit hipszterként tartanak számon és viseli mindazokat a jegyeket, ami a hipszterekre jellemző. Magyarországon belül leginkább Budapesten találni hipsztereket, illetve más nagyobb városokban.

## Fordítás
Ez a szócikk részben vagy egészben  a   Hipster (contemporary subculture) című angol Wikipédia-szócikk fordításán alapul.  Az eredeti cikk szerkesztőit annak laptörténete sorolja fel. Ez a jelzés csupán a megfogalmazás eredetét és a szerzői jogokat jelzi, nem szolgál a cikkben szereplő információk forrásmegjelöléseként.